# Roger Pingeon
Roger Pingeon (Hauteville-Lompnès, 18 d'agost de 1940 - Beaupont, 19 de març de 2017) va ser un ciclista francès, que fou professional entre 1965 i 1974. Era anomenat l'Echassier i la Guigne entre els seus companys.
Durant la seva carrera professional aconseguí 34 victòries, destacant per sobre de tot el Tour de França de 1967 i la Volta a Espanya de 1969.
El seu germà René també fou ciclista professional.

## Palmarès
- 1966
  - Vencedor d'una etapa del Critèrium Nacional
- 1967
  - 1r al Tour de França i vencedor d'una etapa
  - Vencedor d'una etapa de la París-Luxemburg
- 1968
  - Vencedor de 2 etapes del Tour de França
- 1969
  -  1r a la Volta a Espanya i vencedor de 2 etapes
  - Vencedor d'una etapa al Tour de França
  - 1r de la muntanya al Dauphiné Libéré
- 1972
  - Vencedor d'una etapa al Dauphiné Libéré
- 1974
  - 1r al Gran Premi de Plumelec

### Resultats al Tour de França
- 1965. 12è de la classificació general
- 1966. 8è de la classificació general
- 1967. 1r de la classificació general. Vencedor d'una etapa
- 1968. 5è de la classificació general. Vencedor de 2 etapes. 1r al Premi de la Combativitat
- 1969. 2n de la classificació general. Vencedor d'una etapa
- 1970. Abandona (7a etapa)
- 1972. Abandona (9a etapa)
- 1974. 11è de la classificació general

### Resultats a la Volta a Espanya
- 1969. 1r de la classificació general. Vencedor de 2 etapes